# Igor Gočanin
Igor Gočanin (in serbo Игор Гочанин?; Castelnuovo, 24 luglio 1966) è un ex pallanuotista jugoslavo, successivamente montenegrino, dopo la definitiva conclusione dell'esperienza federativa della Jugoslavia avvenuta nel 2003, nonché serbo-montenegrino, fino alla scissione della Serbia e Montenegro in due stati indipendenti occorsa nel 2006.
Ha vinto una medaglia d'oro ai giochi olimpici di Seul 1988, due Coppe del Mondo e tre medaglie europee (un oro e due argenti). Dopo aver cominciato la carriera in patria , si trasferisce in Serbia al Partizan dove vince tre campionati e cinque coppe jugoslave, la Coppa delle Coppe e  la Supercoppa Europea, poi in Spagna al Catalunya (con cui alza al cielo un campionato spagnolo, una Coppa del Re e una Coppa dei Campioni) e in Italia, prima all'Anzio e poi al Pescara, dove conquista uno scudetto e disputa una finale di Coppa dei Campioni. Le successive esperienze saranno a Brescia (dove vince la Coppa LEN), Cremona (dove vince la Coppa Italia), Roma e Latina. Dal 2007 è allenatore di club e nazionale della Macedonia del Nord.